# Palatijnse Garde
De Palatijnse Garde, ook wel Paleisgarde of Eregarde (Italiaans: Guardia Palatina d'Onore), was een militaire eenheid van de Kerkelijke Staat. De Garde werd in 1850 opgericht op last van paus Pius IX. De garde was bedoeld als een infanterie-eenheid en hield zich bezig met wachtlopen en het verdedigen van de Kerkelijke Staat tegen aanvallen van buiten. 
Na de Italiaanse eenwording en het verloren gaan van de kerkelijke staat in 1870-1871, zag de Garde zich gedwongen zich terug te trekken op het territorium van Vaticaanstad. In 1877 schonk de Garde een kostbare tiara aan paus Pius IX, de zogenaamde Palatijnse Tiara, ter gelegenheid van de vijftigste verjaardag van diens bisschopswijding.
De Garde bestond geheel uit vrijwilligers, vooral Romeinen, die voor hun werkzaamheden slechts een bescheiden onkostenvergoeding kregen. De eenheid wordt om die reden in het Italiaans ook wel Eregarde genoemd. Tijdens de Tweede Wereldoorlog vocht de garde actief tegen SS-troepen die trachtten de pauselijke zomerresidentie Castel Gandolfo in te nemen.
Op 14 september 1970 werd de Garde door paus Paulus VI opgeheven. De eenheid telde toen nog 498 leden. Voormalig gardisten konden lid worden van de Sint-Petrus en Sint-Paulus Vereniging, die tot op de dag van vandaag bestaat.